# Robert Lansing (Politiker)

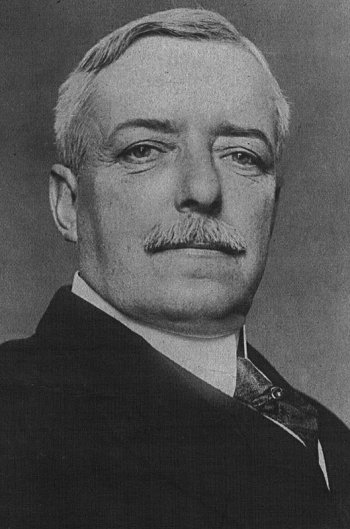
Robert Lansing

Robert Lansing (* 17. Oktober 1864 in Watertown, New York; † 30. Oktober 1928 in Washington, D.C.) war ein in internationalen Streitfragen erfahrener Rechtsanwalt und von 1915 bis 1920 Außenminister (Secretary of State) der Vereinigten Staaten von Amerika.

## Leben
Lansing sammelte bereits vor dem Ersten Weltkrieg Erfahrungen als Staatsrechtler und war an mehreren internationalen Konferenzen beteiligt. 1914 wurde er „Counselor“ im US-Außenministerium – eine Art stellvertretender Außenminister. Als ein deutsches U-Boot während des Ersten Weltkrieges am 7. Mai 1915 das Passagierschiff Lusitania versenkt hatte, wobei 1200 Menschen (darunter 128 Amerikaner) ums Leben gekommen waren, gab es Differenzen in der US-Regierung. Außenminister William Jennings Bryan war eher bereit, die Tatsache der Sperrung der Seewege nach Nordeuropa zu akzeptieren, und wollte die Amerikaner vor Reisen nach Europa warnen. Präsident Woodrow Wilson und Lansing bestanden auf dem Grundsatz der Freiheit der Meere und darauf, dass Amerikaner ohne Einschränkungen nach Europa reisen konnten. Bryan trat zurück und Lansing wurde zum Außenminister ernannt. Die amerikanische Regierung drohte den Deutschen zuerst mit dem Abbruch der Beziehungen. Daraufhin versprach Deutschland, die amerikanischen Schiffe zu schonen. Bereits am 19. August 1915 hatte die Versenkung des Dampfers „Arabic“ durch ein deutsches U-Boot den Tod von zwei US-amerikanischen Staatsbürgern zur Folge. Dies führte zu einem Umdenken der amerikanischen Regierung. Lansing legte Wilson gegenüber dar, dass das Deutsche Reich nach Weltherrschaft strebe, eine Sicht, der dieser zustimmte. Lansings Folgerung, man solle gegen Deutschland in den Krieg eintreten, teilte der Präsident zu dieser Zeit jedoch noch nicht. Lansing bestand Deutschland gegenüber auf der Einhaltung der Freiheit der Seewege und drohte neben dem Abbruch der Beziehungen den Kriegsfall an. Erst als Deutschland versprach, die Rechte der zivilen Schifffahrt bei der Kriegsführung zu beachten und seine U-Bootangriffe auf militärische Ziele zu beschränken, blieben die USA bei ihrer Neutralität. Lansing kritisierte auch die britische Seeblockade Deutschlands, da die amerikanische Regierung neutral bleiben und unbedingt am Prinzip der unbeschränkten Seefahrt festhalten wollte. Die Doktrin der freien Seefahrt (Freedom of the Seas) wurde später Bestandteil des 14-Punkte Programms von Präsident Wilson und war für den damaligen Neutralitätsstatus der USA unabdingbar. Als Deutschland am 1. Februar 1917 den uneingeschränkten U-Boot-Krieg erklärte, gaben die Vereinigten Staaten ihre Neutralität auf. Zur gleichen Zeit hatte Lansing sich bemüht, Konflikte mit Mexiko beizulegen, die mit einem Angriff des Revolutionsgenerals Pancho Villa auf US-amerikanisches Territorium in Zusammenhang standen. Deutschland hatte zur gleichen Zeit versucht, diesen Konflikt anzuheizen. So hatten die Deutschen Mitte Januar 1917 in einer vom britischen Geheimdienst abgefangenen Depesche des deutschen Staatssekretärs Arthur Zimmermann an den Botschafter in Mexiko ihre Absicht zu erkennen gegeben, Mexiko zu einem Krieg gegen die USA zu veranlassen. Deutschland wollte Mexiko vorschlagen, seine großen Gebietsverluste aus dem verlorenen Mexikanisch-Amerikanischen Krieg mit deutscher Hilfe wieder wettzumachen. Die Zimmermann-Depesche war der zweite Grund, der die US-amerikanische Öffentlichkeit bewog, sich für den Krieg gegen Deutschland zu entscheiden.
Unter Lansings Führung wurde am 2. November 1917 das Lansing-Ishii-Abkommen mit dem Japanischen Kaiserreich verabschiedet. Mit diesem Abkommen verständigten sich beiden Mächte über ihre Interessen in China.
Später wurde Lansing Chef der amerikanischen Delegation bei der Pariser Friedenskonferenz von 1919. Wilsons Idee des Völkerbundes unterstützte er jedoch nicht, weshalb er beim Präsidenten in Ungnade fiel und auf dessen Wunsch im Februar 1920 zurücktrat. Ein weiterer Anlass für die Unzufriedenheit Wilsons war die Tatsache gewesen, dass Lansing nach Wilsons Schlaganfall formal unautorisiert Kabinettssitzungen ohne die Anwesenheit des Präsidenten einberufen hatte. Insgesamt konnte Lansing wenige eigene Initiativen auf den Weg bringen, da Wilson die Außenpolitik mit Hilfe seines Beraters Edward M. House weitgehend selbst bestimmte.

## Schriften
- The peace negotiations : a personal narrative. Boston 1921. (Digitalisat auf: gutenberg.org)
  - deutsch: Die Versailler Friedens-Verhandlungen: Persönliche Erinnerungen. Reimar Hobbing, Berlin 1921.
- The Big Four and others of the Peace Conference. Houghton Mifflin Company, Boston/New York (NY) 1921. (Hier geht es unter anderem um Georges Clemenceau, Woodrow Wilson, David Lloyd George, Vittorio Emanuele Orlando). (Digitalisat auf: worldcat.org)